# Baldrijan
Baldrijan ali tudi zdravilna špajka (znanstveno ime Valeriana officinalis) je 25 do 120 cm velika visoka trajna zelika. 
Kratka korenika poganja na vse strani dolge, rumeno rjave korenine in podzemne pritlike. Steblo je votlo, vitko in pokončno, rahlo izbrazdano. Listi so pernato deljeni, nasprotni; lističi so suličasti ali črtalasti, celorobi ali nazobčani. Na vrhu stebla v kobulu podobno socvetje združeni cvetovi so rožnati do nežno škrlatno rdeči, včasih beli. 
Iz korenin in korenik pridobivajo tudi ekstrakt in alkoholni izvleček. Korenine in korenike izkopavamo septembra in oktobra.

### Zdravilni učinki
Rastlina vsebuje eterična olja, alkaloide in valerensko kislino. Te učinkovine delujejo pomirjevalno in antidepresivno. Pomagajo pri napetosti, tesnobi in razburjenosti, zato se ga uporablja za sprostitev in obvladovanje stresa. S svojimi pomirjevalnimi učinki pomaga tudi pri nespečnosti in nočnemu prebujanju. Ker njegove učinkovine pozitivno vplivajo na krčenje gladkih mišic se ga uporablja za lajšanje menstrualnih krčev.

### Načini uporabe
Zaužijemo ga lahko kot čaj ali tinkturo. Čaj pripravimo tako, da dve žlički zdrobljene baldrijanove korenine prelijemo s skodelico vroče vode.
V farmaciji iz njega izdelujejo kapsule, tablete in eterična olja. Uporablja se ga tudi pri vrtnarjenju, saj omogoča hitrejši razkroj komposta. 